# Michel Moulin (dirigeant d'entreprise)
Pour les articles homonymes, voir Michel Moulin et Moulin (homonymie).
Michel Moulin est un entrepreneur français né le 12 janvier 1961 à Alès dans le Gard.

## Biographie
Il est le directeur sportif du Red Star 93 (1999-2001), puis du FC Istres.
Il est ensuite nommé Conseiller sportif auprès des actionnaires du Paris SG, le 21 avril 2008, à la suite de la démission d'Alain Cayzac de la présidence du club et alors que le club était dans une position de relégable.
Il quitte le club à l'inter-saison.
Il est proche du président du club amateur de l'UJA Paris. Il aide ce dernier à trouver des sponsors pour « faire monter le club en Ligue 1 dans les cinq ans ». Néanmoins il quitte le club fin octobre 2010.
Il a créé le journal d'annonces ParuVendu qu'il a revendu au Groupe Hersant Média et dont il est alors devenu l'un des directeurs généraux.
En septembre 2008, il démissionne de son groupe pour se consacrer à la création du 10 Sport en partenariat avec Alain Weill. Ce quotidien sportif avec une forte dominante footballistique est lancé en novembre 2008. NextRadioTV détiendra 19 % du capital de ce concurrent de L'Équipe et fournira - à travers l'agence RMC Sport - une douzaine de pages du quotidien. Au bout de quelques mois, le quotidien, qui n'a pas les résultats escomptés, devient hebdomadaire.
Le 24 mars 2010, le club du Mans annonce la nomination de Michel Moulin au poste de manager sportif jusqu'à la fin de la saison 2009-2010, avec pour objectif de maintenir le club en L1. L'objectif n'est pas atteint : le club est relégué. Il reste néanmoins consultant auprès du président Legarda durant la saison 2010-2011.
Michel Moulin est également le dirigeant d'une société spécialisée dans l’électricité et la question énergétique, Le Studio Led. 
Le 8 janvier 2021, Michel Moulin annonce sa candidature à la présidence de la Fédération Française de Football.

## Carrière de dirigeant sportif
| Saison                | Club            | Poste              | Division |
| 1999 - 2001           | Red Star 93     | Directeur sportif  | 3        |
| ????                  | FC Istres       | Directeur sportif  | 2        |
| Avril 2008 - Mai 2008 | Paris SG        | Conseiller sportif | 1        |
| 2008-                 | UJA Alfortville | Conseiller sportif | 5 puis 4 |
| 2010-                 | Le Mans UC      | Manager sportif    | 2        |
| 2020-                 | Blois Foot 41   |                    | 4        |